# Maliza

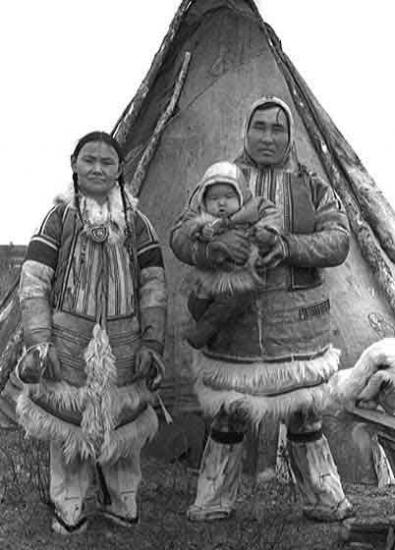
Samojedische Familie, gekleidet mit Maliza und Jaguschka

Die Maliza (russisch Малица) ist ein traditionelles, in der Regel aus Rentierfellen hergestelltes Kleidungsstück der samojedischen und anderer indigener Völker des russischen Nordens und Sibiriens.
Im engeren Sinne bezeichnet die Maliza ein hemdartiges, knielanges Unterkleid, das mit der Fellseite nach innen getragen wird und über das ein häufig verzierter Gürtel gebunden wurde, an dem sich ursprünglich Feuerstein und Werkzeug befanden. Umsäumt wird die Maliza häufig durch einen dichten Besatz aus bunten Fransen, die aus verschiedenfarbigen (Hunde-)Fellen gefertigt sind.
Über der Maliza wird im Winter ein Oberkleid, der Sawik oder Gus getragen, ein ebenfalls knielanges Gewand mit der Fellseite nach außen, an das eine Kapuze und Fäustlinge genäht sind. Vielerorts hat auch die Maliza eine Kapuze mit Fell nach außen und Fäustlinge. Häufig wird auch der Sawik als Maliza bezeichnet.
Komplettiert wird die Kleidung durch langschaftige Stiefel aus Rentierfell, die ebenfalls aus einem inneren Stiefel (nenzisch: Tobaki) mit der Fellseite nach innen und einem äußeren Stiefel (nenzisch: Piwa) mit der Fellseite nach außen bestehen.
Maliza und Sawik sind Bekleidung der Männer, die entsprechende Bekleidung der Frauen heißen Paniza und Jaguschka (nenzisch: Pany).